# Knut Osnes
Knut Osnes (Eid, 27 giugno 1922 – Oslo, 10 agosto 2015) è stato un allenatore di calcio e calciatore norvegese, di ruolo attaccante.

## Carriera

### Giocatore

#### Club
Osnes vestì la maglia del Lyn Oslo, dal 1945 al 1950. Vinse due Coppe di Norvegia: 1945 e 1946.

#### Nazionale
Conta 6 presenze e 5 reti per la Norvegia. Esordì il 16 giugno 1946, trovando anche la via del gol nella vittoria per 2-1 sulla Danimarca.

### Allenatore
Osnes fu allenatore del Vålerengen nel 1962. Dal 1967 al 1969, ricoprì lo stesso incarico al Lyn Oslo: in questo periodo, raggiunse il double nel 1968. Dal 1970 al 1971, fu tecnico dello Aalesund. Nel 1972, invece, guidò lo Strømsgodset.

## Palmarès

### Giocatore

#### Club

##### Competizioni nazionali
- Coppa di Norvegia: 2

Lyn Oslo: 1945, 1946

### Allenatore
- Coppa di Norvegia: 2

Lyn Oslo: 1967, 1968
- Campionato norvegese: 1

Lyn Oslo: 1968